# Incudine
Incudine là một đô thị thuộc tỉnh Brescia vùng Lombardia của Italia. Includine có diện tích 20  km², dân số 450 người.
Đô thị này giáp với các đô thị sau: 
Edolo, Monno, Vezza d'Oglio